# Angioplastia renal

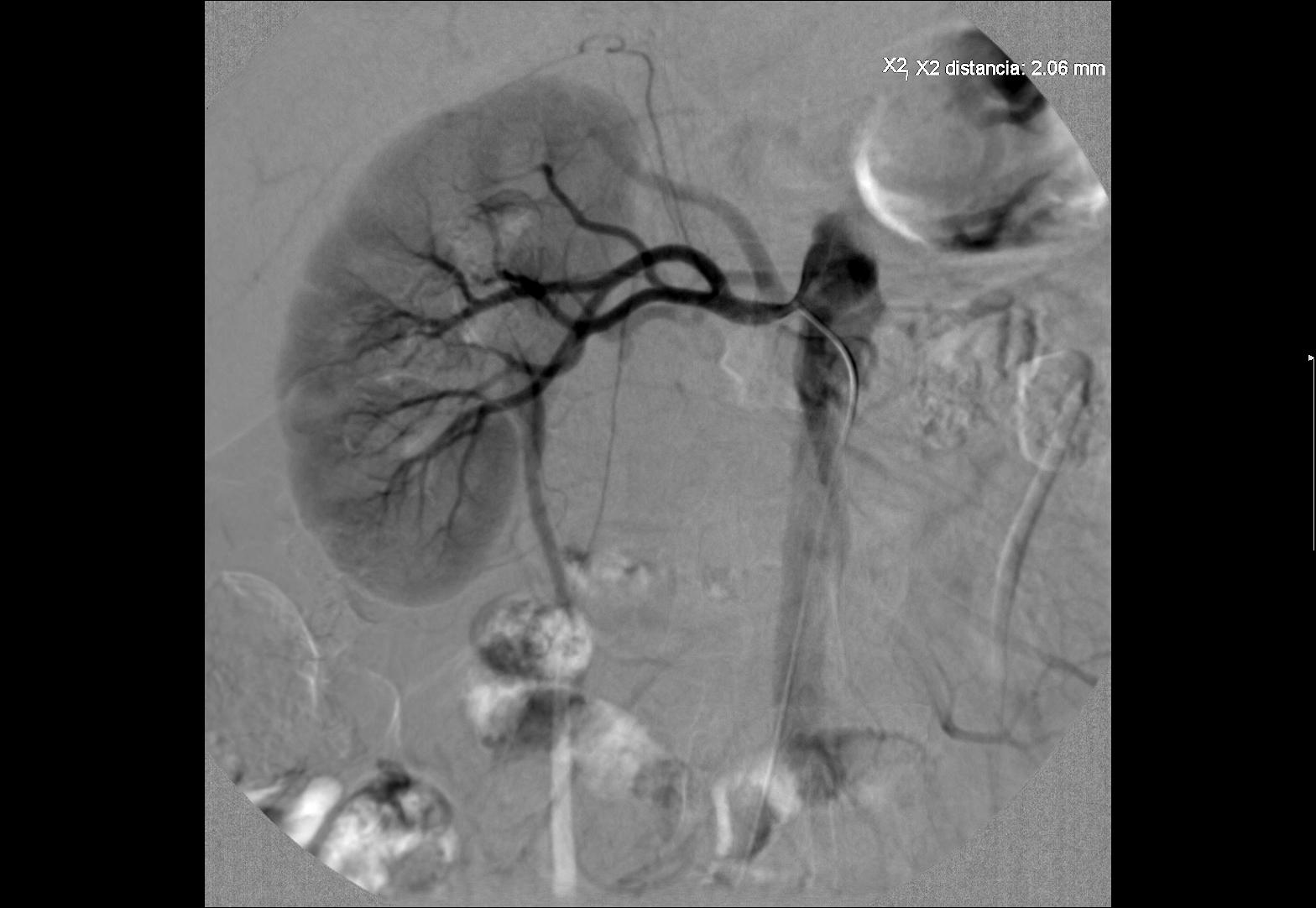

La angioplastia renal es la intervención endovascular más frecuente para el tratamiento de la estenosis aterosclerótica de la arteria renal. Las dos indicaciones más frecuentes para la ATP renal son la hipertensión renovascular y la insuficiencia renal progresiva.

## Estenosis de la arteria renal
La estenosis de la arteria renal  (EAR) consiste en la disminución de calibre de la arteria del riñón. La causa más frecuente es la arterioesclerosis. Se trata de una enfermedad trascendente, dado que  varios estudios han observado que su presencia es un factor predictivo de  mortalidad en pacientes con arterioesclerosis Además, tanto el grado de estenosis como la función renal empeoran con el tiempo. La estenosis de la arteria renal es causa de hipertensión arterial (denominada en este caso hipertensión renovascular) y de insuficiencia renal (denominada nefropatía isquémica).

## Diagnóstico por Imagen
Las técnicas de diagnóstico por imagen utilizadas preferentemente son la ecografía doppler, la tomografía computerizada y la resonancia magnética. La Arteriografía por Sustracción Digital (ASD) es la exploración diagnóstica que confirma la estenosis o obstrucción, y es el paso previo al tratamiento endovascular percutáneo.

## Tratamiento
El tratamiento tiene el objetivo de recuperar el calibre de la arteria renal, mediante diferentes técnicas de revascularización. Estas pueden ser percutáneas o quirúrgicas. En la estenosis de la arteria renal, la primera opción de tratamiento es la revascularización por vía percutánea.   